# Walide Khyar
Walide Khyar (Bondy, 9 giugno 1995) è un judoka francese.
Nel 2016 ha partecipato ai Giochi della XXXI Olimpiade.

## Palmarès
- Giochi olimpici

Parigi 2024: oro nella gara a squadre.
- Mondiali

Doha 2023: bronzo nei -66kg.
- Europei

Kazan 2016: oro nei -60kg.
Montpellier 2023: bronzo nei -66 kg.
Podgorica 2025: bronzo nei -66 kg.
- Campionati mondiali juniores

Abu Dhabi 2015: bronzo nei -60kg
- Campionati europei juniores

Oberwart 2015: bronzo nei -60kg
Budapest 2014: oro nei -60kg
- Campionati europei cadetti

Cottonera 2011: argento nei -50kg

### Vittorie nel circuito IJF
| Data            | Località | Paese   | Categoria  |
| --------------- | -------- | ------- | ---------- |
| 19 gennaio 2018 | Tunisi   | Tunisia | Grand Prix |